# Gabinete Dupuy II
O Gabinete Dupuy II foi o ministério formado por Charles Dupuy em 30 de maio de 1894 e dissolvido em 30 de junho do mesmo ano. Foi o 34º gabinete da Terceira República Francesa, sendo antecedido pelo Gabinete Casimir-Perier e sucedido pelo Gabinete Dupuy III.

## Contexto
O novo gabinete organizado por Charles Dupuy se abriu para gerações mais jovens de republicanos, mas manteve uma homogeneidade de moderados (ou oportunistas), depois que os radicais se recusaram a integrar o novo governo.
Em 24 de junho de 1894, o Presidente da República, Sadi Carnot, foi assassinado por um anarquista italiano. Dias depois, a Assembleia Nacional Francesa nomeou Jean Casimir-Perier para sucedê-lo, enquanto o próprio Dupuy era candidato. Este último renunciou no mesmo dia, mas foi reconduzido ao cargo pelo novo Presidente da República em 1º de julho de 1894.

## Composição

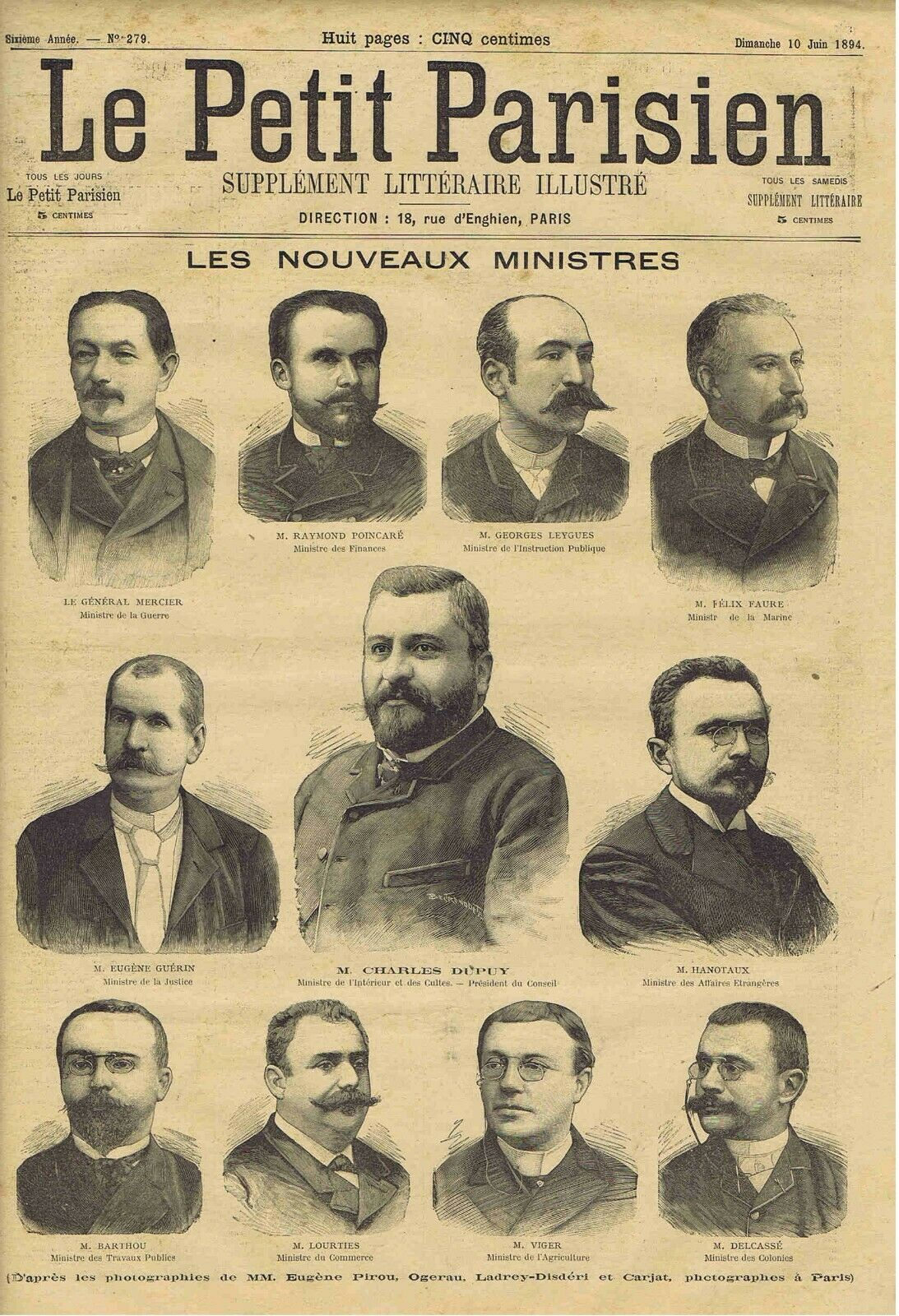
O 2º Gabinete Dupuy em ilustração de 1894.

- Presidente da República: Sadi Carnot
- Presidente do Conselho de Ministros: Charles Dupuy
- Ministro dos Estrangeiros: Gabriel Hanotaux
- Ministro da Justiça: Eugène Guérin
- Ministro do Interior e Cultos: Charles Dupuy
- Ministro da Guerra: Auguste Mercier
- Ministro das Finanças: Raymond Poincaré
- Ministro da Marinha: Félix Faure
- Ministro da Instrução Pública e Belas Artes: Georges Leygues
- Ministro das Obras Públicas: Louis Barthou
- Ministro da Agricultura: Albert Viger
- Ministro do Comércio, Indústria, Correios e Telégrafos: Victor Lourties
- Ministro das Colônias: Théophile Delcassé